# Isa (Vorname)
Isa ist ein männlicher und weiblicher Vorname, der je nach Herkunft eine unterschiedliche Bedeutung hat.

## Herkunft und Bedeutung
Weiblicher Name
- weibliche Form des germanischen und friesischen Namens Ise oder Iso[1]: „Furcht, Schrecken“ oder „Eisen“[2]
- Kurzform von Isabella[1]

Männlicher Name
- Kurzform von Namen mit dem Element is „Eisen“[3]
- Kurzform von Isaäk/Isaak[1]
- eine Variante von Jesus, bzw. Transkription von arabisch عيسى ʿīsa oder persisch عیسی ʿīsy[4]

## Verbreitung
Als Frauenname ist Isa vor allem in den Niederlanden verbreitet. Dort hat er sich unter den beliebtesten Mädchennamen etabliert. Im Jahr 2021 belegte er Rang 27 der Hitliste. Als Jungenname kommt er dort nur selten vor.
In Bosnien und Herzegowina belegte der Jungenname Isa zuletzt Rang 67 (Stand 2021).
In Deutschland ist der Name Isa nicht sehr verbreitet und wird häufiger an Jungen vergeben. Im Jahr 2021 stand Isa auf Rang 295 der beliebtesten Jungennamen.

## Varianten
Für Varianten von Isabella: siehe Elisabeth#Varianten
Der arabische Name wird auch mit Issa transkribiert. Daneben existieren die türkische und aserbaidschanische Variante İsa sowie die weibliche Form Isatou. Arabische Christen verwenden die Variante يسوع yasūʿ, entsprechend dem Hebräischen יֵשׁוּעַ jēšūaʿ, eine weitere Variante ist يوشع yūšʿ. Für weitere Varianten: siehe Josua#Varianten.

## Namensträger

### Weibliche Namensträger
- Isa Barzizza (1929–2023), eigentlich Luisita Barzizza, italienische Schauspielerin
- Isa Briones (* 1999), britisch-US-amerikanische Schauspielerin
- Isa Genzken (* 1948), deutsche Bildhauerin
- Isa Gruner (1897–1989), deutsche Sozialarbeiterin
- Isa Günther (* 1938), deutsche Schauspielerin
- Isa Haller (* 1958), eigentlich Ilse Halatschek, österreichische Schauspielerin
- Isa Hämmerle-Planta (1922–2012), Schweizer Kämpferin für Frauenrechte
- Isa Hesse-Rabinovitch (1917–2003), Schweizer Grafikerin, Fotografin und Filmemacherin
- Isa Jank (* 1952), deutsche Schauspielerin
- Isa Jechl (1873–1961), österreichische Malerin
- Isa Sanna Mattiasdotter Tengblad (* 1998), schwedische Sängerin und Songwriterin
- Isa Miranda (1905–1982), eigentlich Ines Isabella Sampietro, italienische Schauspielerin
- Isa Vermehren (1918–2009), deutsche Kabarettistin, Filmschauspielerin und Ordensschwester
- Isa Willinger (* 1980), deutsche Filmregisseurin und Autorin

### Männliche Namensträger
- Isa I. (1848–1932), von 1869 bis zu seinem Tod Herrscher von Bahrain
- Isa II. (1933–1999), Emir von Bahrain
- Isa Boletini (1864–1916), albanischer Freiheitskämpfer und Politiker
- Isa Halim (* 1986), singapurischer Fußballspieler
- Isa bin Maryam, (Jesus, Sohn der Maria) Prophet im Koran, muslimischer Name Jesus von Nazarets
- Isa Mustafa (* 1951), kosovarischer Politiker (LDK), 2014 bis 2017 Premierminister des Kosovo
- İsa Qəmbər (* 1957), aserbaidschanischer Politiker und Vorsitzender der Gleichheitspartei (Müsavat Partiyası)